# Gheorghe Pop de Băsești Emlékház
A Gheorghe Pop de Băsești Emlékház műemléknek nyilvánított múzeum Romániában, Máramaros megyében. A romániai műemlékek jegyzékében az MM-IV-m-A-04823 sorszámon szerepel.

## Története
Az 1885-1890 között épült ház jeles erdélyi román személyiségek (Vasile Lucaciu, Vasile Goldiș, Ioan Raţiu, Teodor Mihali) találkozóhelye volt. 1940-ig az 1918. december 1-i gyulafehérvári román nagygyűlésen elnöklő Gheorghe Pop de Băsești lánya, Elena Pop Longin lakott benne férjével. Az 1948-as államosítás után a helyi termelőszövetkezet gabonaraktárként használta. Az 1970-1976 közötti restaurálást követően az emlékmúzeum 1976-ban nyílt meg.